# Bulbophyllum fuscopurpureum
Bulbophyllum fuscopurpureum là một loài phong lan thuộc chi Bulbophyllum.